# Maximilian Sigmund von Pannewitz

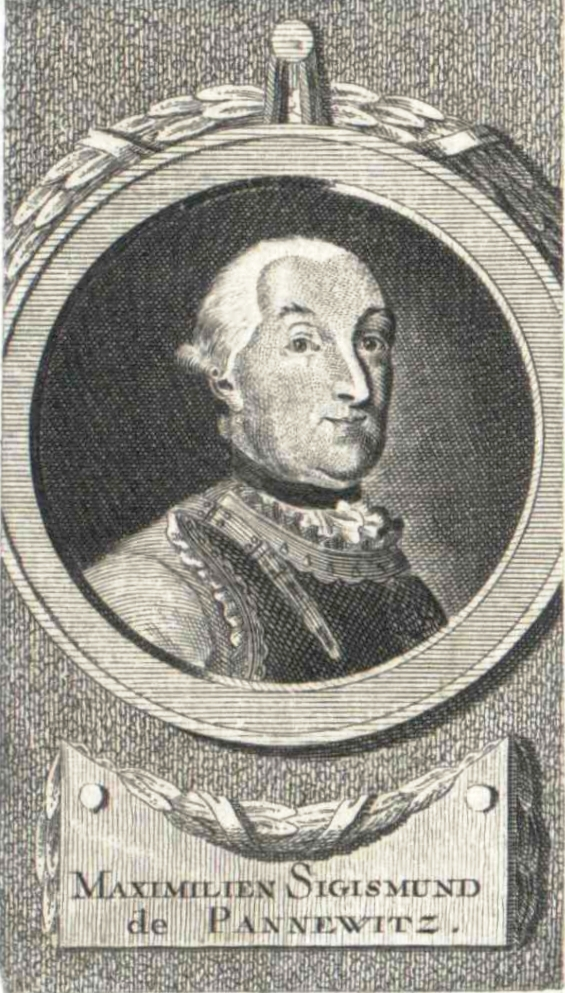
Maximilian Sigmund von Pannewitz

Maximilian Siegmund von Pann(e)witz (* 22. September 1715 in Bockschütz, Herzogtum Oels; † 31. Januar 1791 in Kreuzburg (Oberschlesien)) war ein königlich-preußischer Generalleutnant, Chef des Kürassier-Regiments Nr. 8 sowie ehemaliger Inspektor der oberschlesischen Kavallerie. 1775 erhielt er den Pour le Merite.

## Leben

### Herkunft
Von Pannewitz' Eltern, der schwedische Leutnant Georg Siegmund von Pannewitz (1680–1732) und dessen zweiter Ehefrau Anna Margaretha von Krackewitz (1681–1729)aus dem Haus Neuhaus bei Oels. Die Eltern waren früh gestorben und so brachte ihn die kaiserliche Regierung ins Alumnat der Jesuiten in Breslau. Dort sollte er römisch-katholisch erzogen werden, aber der 10-jährige Pannewitz und sein Bruder entflohen. Mit Hilfe eines Bürgers kamen die beiden nach Sorau in der Lausitz, wofür der Bürger mit einem dreiviertel Jahr Gefängnis bestraft wurde. In Sorau kümmerte sich die Baroness Gersdorf die folgenden sechs Jahre um die Kinder.

### Militärlaufbahn
Maximilian trat in sächsische Dienste als Junker in das Leibregiment zu Fuß ein. Mit dem Regiment nahm er am Krieg gegen Polen teil. Er blieb neun Jahre Junker, da er die 100 Dukaten für die Offiziersstelle nicht aufbringen konnte. Nachdem Friedrich II Schlesien erobert hatte, wurde  von Pannewitz als Kornett in das Husaren-Regiment Nr. 6 (Hoditz) versetzt. Am 2. Mai 1742 wurde er Seconde-Lieutenant. Am 17. Mai 1742 kämpfte  er in der Schlacht bei Chotusitz und im Zweiten Schlesischen Krieg am 15. Dezember 1745 in der Schlacht bei Kesselsdorf.
Am 5. Februar 1746 wurde er Premier-Lieutenant, am 10. November 1752 Stabshauptmann und am 23. September 1755 wirklicher Rittmeister.
Während des Siebenjährigen Krieges kämpfte er bei Prag, wo er sich mit seinem Schwadron auszeichnen konnte, danach bei Kolin und Leuthen.
Am 1. Mai 1758 wurde er Major. Im Winter 1759 überfiel er mit 500 Husaren aus dem Husaren-Regiment Nr. 3 (Möhring) die österreichischen und russischen Magazine bei Krakau, dabei nahmen sie auch einen russischen Kurier mit wichtigen Dokumenten gefangen. Dafür erhielt er vom König das Kanonikat im Stift Carmin. Im Jahr 1760 konnte er zwischen Kostenblut und Wilke (bei Neumark) zwei österreichische Dragoner-Regimenter zerschlagen. Zwischen 1760 und 1763 kam er zum General Werner und dem Herzog von Württemberg, 1760 konnte er sich bei den Kämpfen um Kolberg auszeichnen. Er erhielt dafür eine Zeitlang die Stelle des Kommandanten im Husaren-Regiment Nr. 7 (Usedom), wurde im Herbst 1761 in das  Dragoner-Regiment Nr. 12 (Württemberg) versetzt. Im Winter 1761/1762 ergänzte er das Regiment in Mecklenburg, und im Frühjahr kam er zum Korps Werner nach Oberschlesien. Dort wurde er Kommandeur und erhielt die Schwadron des Oberst Münchow, der im Gefecht von Maxen gefallen war. In der Schlacht bei Reichenbach im Juli 1762 stand er mit seinem Regiment und dem Dragoner-Regiment Nr. 3 (Flanß) erfolgreich gegen 45 feindliche Schwadronen.
Am 4. September 1767 wurde er Oberstleutnant und 1769 Kommandeur des Dragoner-Regiments Nr. 10 (Rosenbruch). Am 22. Mai 1772 wurde er Oberst und am 11. Juni 1774 Generalmajor und Chef des Kürassier-Regiments Nr. 8 (Seydlitz). 1776 wurde er zum Inspekteur des oberschlesischen Kavallerie ernannt. Im Bayrischen Erbfolgekrieg stand sein Regiment bei der Armee des Königs. Nach dem Krieg erhielt er den Auftrag zusammen mit dem General Zaremba, den Verkauf von Pferden der märkischen, pommerischen und schlesischen Regimenter zu organisieren.
Der General sah immer schlechter und 1780 durfte er auf sein Ersuchen die oberschlesische Kavallerie-Inspektion an den General Friedrich Leopold von Bosse abgeben. Dennoch wurde er noch am 22. Mai 1785 Generalleutnant. 1787 erhielt er mit einem Gnadengehalt seinen Abschied.

### Familie
Er heiratete 1743 Helene Charlotte von Frankenberg (* 1715; † 30. August 1784) aus dem Haus Wienskowitz (heute Stadtteil von Gorzów Śląski), Tochter von Gustav Jaroslav von Frankenberg-Wienskowitz und Helene Lubomilla von Posadowski. Das Paar hatte drei Kinder, darunter:
- Carl Gustav Siegmund (1749; † 12. August 1815), preußischer Oberst, Herr von Wienskowitz, Pour le Merite 1794[3] ⚭ Johanna Sophie Amalie Wesenberg (* 3. Oktober 1760; † 30. Oktober 1810)
- Gustav Ferdinand (* 29. Dezember 1755; † 9. Januar 1818), preußischer Major

⚭ Frederike Juliane Dorothe Sophie von Rautter (* 17. Februar 1762; † 18. Januar 1796)
⚭ 1797 Ester Sophie Henriette von Tippelskirch (* 6. April 1775; † 20. Juli 1845)